# Каргман, Исраэль
Исраэль Каргман (ивр. ישראל קרגמן‎; 23 декабря 1906, Берди́чев, Киевская губерния — 17 ноября 1987, Израиль) — израильский политик, депутат кнессета с 3 по восьмой созывы.

## Биография
Исраэль родился в еврейской семье Цви Каргмана и его жены Малки в Бердичеве, Российской империи, ныне Украина. В Советской России Каргман участвовал в нелегальном движении «Хе-халуц», а затем был колонистом коммуны «Ха-Мишмар» в Крыму.
За свою деятельность в 1925 году Каргман был сослан в Сибирь, где находился до 1929 года, когда репатриировался в Подмандатную Палестину. В 1930 году он женится на Ривке Гольц.
В Палестине Каргман работал рабочим в Петах-Тикве, Магдиэле и Иерусалиме. С 1938 года трудился на фабрике «Ата», возглавлял рабочий комитет предприятия. В 1950 году Каргман проходил обучение в США.
В 1956 году Каргман вошел в состав кнессета 3-го созыва, заменив Залмана Шазара, ушедшего в отставку. С 1959 по 1974 год Каргман переизбирался в кнессет 4-го, 5-го, 6-го, 7-го и 8-го созывов от фракций «МАПАЙ», «Авода», «МААРАХ».
В разное время Исраэль Каргман входил в комиссии по вопросам государственного контроля, финансовой комиссии и комиссии по труду. На протяжении четырнадцати лет Каргман возглавлял финансовую комиссию кнессета.
Исраэль Каргман скончался 17 ноября 1987 года в возрасте восьмидесяти лет.
Статьи Исраэль Каргмана публиковался в изданиях «Давар» и «Ха-Поэль ха-Цаир». У Каргмана было двое детей: Гури и Эдит.